# 外國人登錄令
外國人登錄令（日语：がいこくじんとうろくれい），是1947年（昭和22年）5月2日，即日本國憲法頒布前大日本帝國最後一道敕令，是日本外國人登錄法的前身。
這道敕令宣布在日本的朝鮮人與內務大臣所指定的台灣人不再是日本臣民，喪失公民權與參政權，視同外國人，外出必須帶外國人登錄證，違反者處以離境或監禁。
舊金山和約簽訂後佔領解除，這道敕令雖然在1952年廢除，但仍保留了外國人登錄法，2012年（平成24年）7月9日才廢除。